# フォン・ノイマン宇宙
数学の集合論とその周辺分野において、フォン・ノイマン宇宙 V とは、遺伝的整礎集合全体のクラスである。この集まりは、ZFCによって定義され、ZFCの公理に解釈や動機を与えるためにしばしば用いられる。
整礎集合の階数(rank)はその集合の全ての要素の階数より大きい最小の順序数として帰納的に定義される。特に、空集合の階数は0で、順序数はそれ自身と等しい階数をもつ。V内の集合はその階数に基づいて超限個の階層に分けられ、その階層は累積的階層と呼ばれる。

## 定義
この累積的階層は順序数のクラスによって添え字付けられた集合 Vα の集まりであり、特に、Vα は階数 α 未満の集合全てによる集合である。ゆえに各順序数 α に対して集合 Vα が超限帰納法によって以下のように定義できる:
- V0は空集合 {} とする。
- 各順序数 β に対して、Vβ+1 は Vβ の冪集合とする。
- 各極限順序数 λ に対して、Vλは、次の和集合とする:
{\displaystyle V_{\lambda }:=\bigcup _{\beta <\lambda }V_{\beta }}

この定義で重要なのは、ZFCのある式 φ(α, x) で「集合 x は Vα に属する」ことを定義できることである。
クラス V は全ての V-階層の和、すなわち:
{\displaystyle V:=\bigcup _{\alpha }V_{\alpha }}
と定義される。
同じ定義だが、各 α の階層を
{\displaystyle V_{\alpha }:=\bigcup _{\beta <\alpha }{\mathcal {P}}(V_{\beta })}
と定義できる、ここで {\displaystyle {\mathcal {P}}(X)} は X の冪集合のことである。
集合 S の階数は S ⊆ Vα となる最小の α とも言える。

## Vと集合論
ω を自然数全体の集合とすると、Vω は遺伝的有限集合全体の集合であり、無限公理を持たない集合論モデルである。Vω+ω はordinary mathematicsの宇宙であり、ツェルメロ集合論のモデルである。
κ が到達不能基数ならば、VκはZFCのモデルである。そして、Vκ+1はモース-ケリー集合論のモデルである。
V は二つの理由によって、“全ての集合による集合” とは異なるものである。第一に、これは集合ではない。各階層Vα がそれぞれ集合でも、その和である V は真のクラスであるからだ。第二に、V の要素は全て整礎集合に限られている。正則性公理は全ての集合が整礎的であることを要求していて、だからZFCでは全ての集合が V に属する。しかし、正則性公理を除いたり否定するような別の公理系を考えることも可能である（例えばアクゼルの反基礎公理）。このような非整礎集合の集合論は一般的に採用はされていないが、研究する余地はある。